# K.K. Partizan 2009-2010
Questa pagina raccoglie le informazioni riguardanti il Košarkaški klub Partizan nelle competizioni ufficiali della stagione 2009-2010.

## Roster
| N° | Naz.                   | Ruolo | Sportivo            |  | Alt. |  |
| -- | ---------------------- | ----- | ------------------- |  | ---- |  |
| 4  | Stati Uniti (bandiera) | AG    | Lawrence Roberts    |  | 206  |  |
| 5  | Serbia (bandiera)      | G     | Stefan Sinovec      |  | 195  |  |
| 6  | Stati Uniti (bandiera) | P     | Bo McCalebb         |  | 183  |  |
| 7  | Serbia (bandiera)      | G     | Dušan Kecman        |  | 198  |  |
| 8  | Serbia (bandiera)      | AG    | Strahinja Milošević |  | 203  |  |
| 10 | Serbia (bandiera)      | P     | Aleksandar Rašić    |  | 195  |  |
| 11 | Serbia (bandiera)      | A     | Vladimir Lučić      |  | 202  |  |
| 16 | Serbia (bandiera)      | AG    | Sava Lešić          |  | 206  |  |
| 19 | Serbia (bandiera)      | AP    | Aleksandar Mitrović |  | 201  |  |
| 20 | Serbia (bandiera)      | G     | Petar Božić         |  | 197  |  |
| 21 | Australia (bandiera)   | C     | Aleks Marić         |  | 211  |  |
| 22 | Serbia (bandiera)      | C     | Darko Balaban       |  | 210  |  |
| 24 | Rep. Ceca (bandiera)   | AG    | Jan Veselý          |  | 211  |  |
| 31 | Serbia (bandiera)      | AG    | Branislav Đekić     |  | 207  |  |
| 33 | Montenegro (bandiera)  | C     | Slavko Vraneš       |  | 229  |  |
|    | Montenegro (bandiera)  | All.  | Duško Vujošević     |  |      |  |